# Френкель Михайло Адольфович
Михайло Адольфович Френкель (11 червня 1937, Київ — 1 травня 2016, Мілвокі, США) — український сценограф, художник. Заслужений діяч мистецтв УРСР. Член Асоціації сценографів України. Член Національної спілки театральних діячів України. Лауреат премії Кабінету Міністрів України імені Лесі Українки.

## Життєпис
1972 року завершив навчання у Школі-студії МХАТ.
Творчий шлях розпочав у Київському театрі музичної комедії (нині Київський національний академічний театр оперети). Від 1964 до 1976 року працював головним художником Київського театру юного глядача на Липках. З 1973 по 1995 рік викладав курс сценографії у Київському інституті театрального мистецтва імені Івана Карпенка-Карого. З 1987 по 1995 — головний художник Театру російської драми імені Лесі Українки.
У 1995 році емігрував до США.
Створив сценографію понад 200 вистав у різних містах та країнах світу.Автор книг «Сучасна сценографія» (1980) та «Пластика сценічного простору» (1987).

## Сценографічні роботи
Михайло Френкель оформив понад 200 вистав (у тому числі 62 на сцені київського ТЮГу).
Київський театр юного глядача
- «Лісова пісня» Лесі Українки
- «Без вини винні» за п’єсою Олександра Островського (остання робота)